# Homomorfizam
Homomorfizam (od grčki: homós - isti, grčki: morphe - oblik, forma) u matematici predstavlja preslikavanje između dvije algebarske strukture istog tipa, koje čuva njihovu strukturu.

## Osobine
Neka su {\displaystyle (M,\cdot )} i {\displaystyle (K,\times )} dvije algebarske strukture istog tipa (grupa, polje, monoid itd.). Ako je preslikavanje {\displaystyle f:M\rightarrow K} homomorfizam a {\displaystyle a,b\in M} vrijedit će:
{\displaystyle f(a\cdot b)=f(a)\times f(b)}

## Vrste homomorfizama
- Izomorfizam je bijektivni homomorfizam. Dva objekta su izomorfna ako postoji izomorfizam između njih. Izomorfni objekti su potpuno nerazaznatljivi što se tiče strukture koja je u pitanju.

- Epimorfizam je surjektivni homomorfizam.

- Monomorfizam je injektivni homomorfizam.

- Homomorfizam s nekog objekta na samog sebe se zove endomorfizam.

- Endomorfizam koji je i izomorfizam se zove automorfizam.

U širem kontekstu preslikavanja koja čuvaju strukturu, općenito nije dovoljno definirati izomorfizam kao bijektivni morfizam. Potreban uvjet je i da je inverzni morfizam istog tipa. U algebarskim uvjetima, ovaj dodatni uvjet je automatski zadovoljen.